# Axysta bradleyi
Axysta bradleyi är en tvåvingeart som beskrevs av Cresson 1930. Axysta bradleyi ingår i släktet Axysta och familjen vattenflugor. Inga underarter finns listade i Catalogue of Life.